# Godefroi d'Estrades

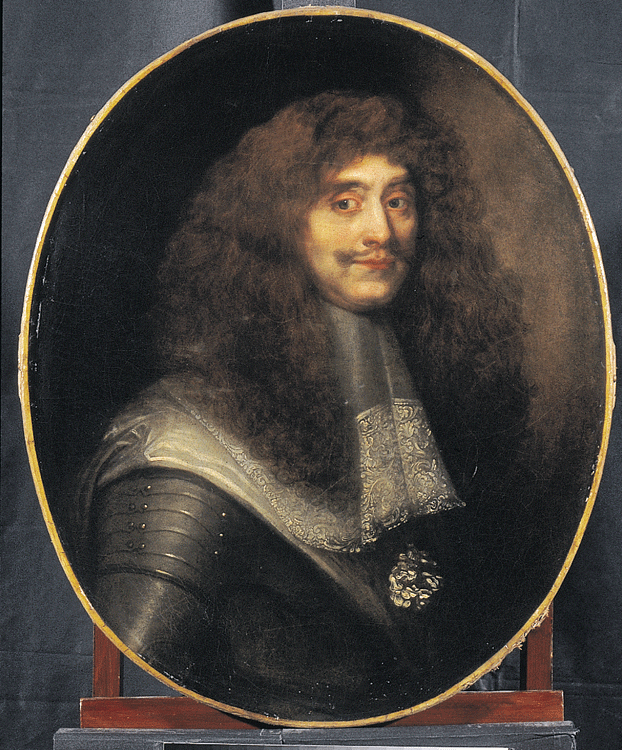
Godefroi d'Estrades

Godefroi d'Estrades (Agen, 1607 – Parijs, 26 februari 1686) was een Frans edelman, diplomaat en maarschalk.

## Levensloop
Graaf Godefroi d'Estrades werd geboren als zoon van graaf François d'Estrades, een vertrouweling van koning Hendrik IV van Frankrijk en broer van bisschop Jean d'Estrades. Hij werd page van koning Lodewijk XIII en op negentienjarige leeftijd vertrok hij voor een diplomatieke missie naar Maurits van Oranje.

Wapen van D'Estrades

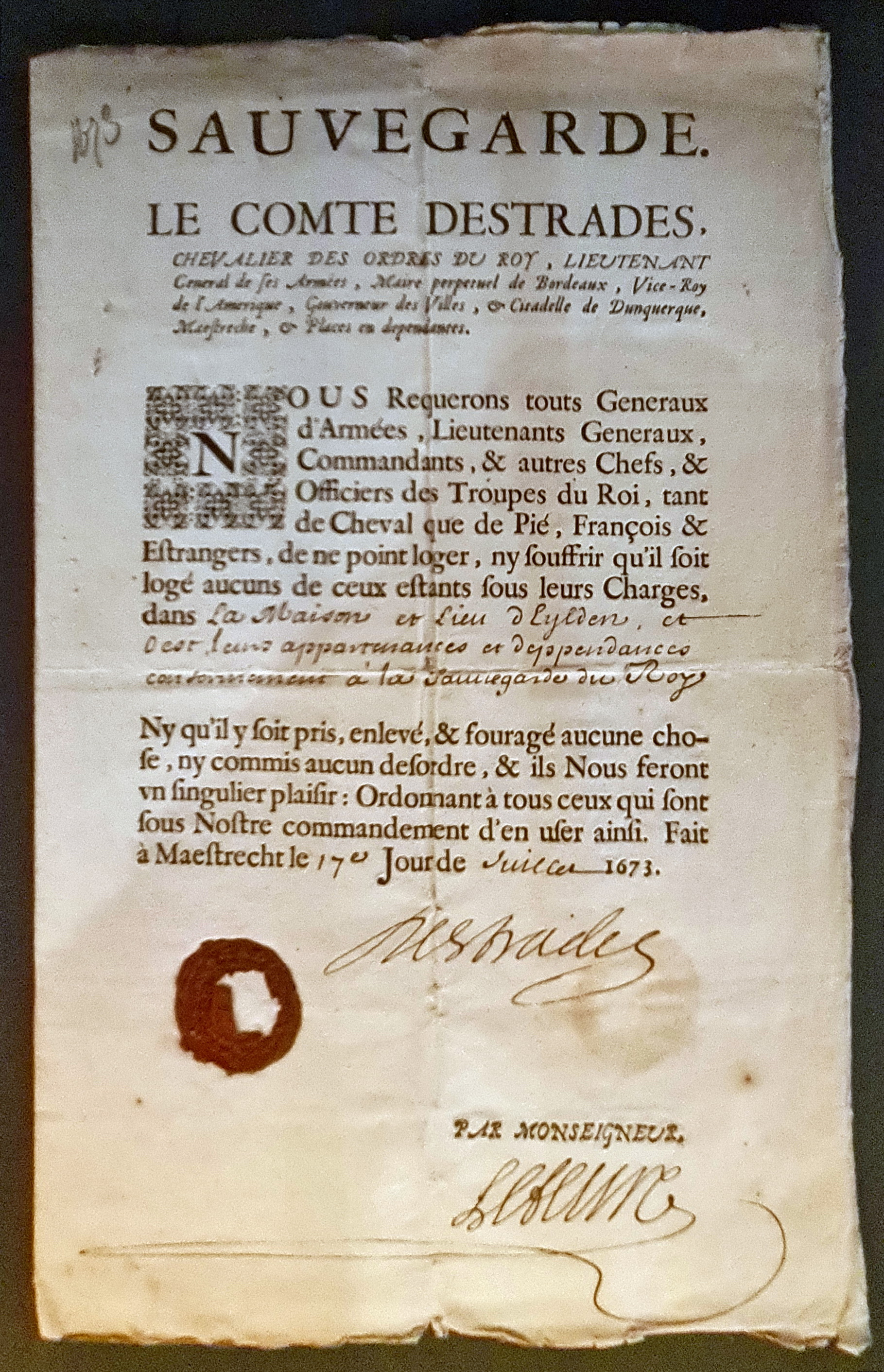
Sauvegarde van D'Estrades voor de burgers van Eijsden (1673)

In 1646 werd hij benoemd tot buitengewoon ambassadeur in de Republiek der Zeven Verenigde Nederlanden en nam hij deel aan de besprekingen die leidden tot de Vrede van Münster. In 1661 werd hij naar Engeland gestuurd en een jaar later gelukte het hem voor Frankrijk om Duinkerke terug te krijgen, waarvan hij gouverneur werd. In 1663-64 onderhandelde hij in Den Haag met Johan de Witt over een opdeling van de Spaanse Nederlanden tussen Frankrijk en de Republiek. Hij moest ten slotte concluderen: "Gallicus amicus non vicimus". De Noord-Nederlanders wilden de Fransen wel als vriend maar niet als buur.
In 1667 was D'Estrades een van de onderhandelaars bij de Vrede van Breda met koning Frederik III van Denemarken en van 1676 tot 1678 onderhandelde hij over het verdrag dat bekendstaat als de Vrede van Nijmegen, dat de oorlog van Frankrijk met de Republiek beëindigde. 
Op militair gebied nam hij deel aan de campagnes van koning Lodewijk XIV van Frankrijk, in Italië (1648),  Catalonië (1655) en de Republiek (1672-'73). Van 1673 tot 1678 was hij militair gouverneur van Maastricht onder Franse bezetting. Hij liet er de tijdens het Beleg van Maastricht (1673) zwaar beschadigde vestingwerken herstellen. In 1675 volgde zijn benoeming tot maarschalk van Frankrijk. 
Hij liet zijn Lettres, memoires et négociations en qual d'ambassadeur en Hollande depuis 1663 jusqu'en 1668 ('Brieven, memoires en onderhandelingen als ambassadeur in Holland van 1663 tot 1668') na. De eerste editie kwam uit in 1709, gevolgd door een editie van negen delen die in 1743 in Londen en 's-Gravenhage werd uitgegeven. Ook schreef hij een uitvoerige karakterschets over de Hollandse raadpensionaris Johan de Witt, met wie hij veel contact had. Het werd in 1757 in 's-Gravenhage uitgegeven. 
Van zijn zonen werd Jean Francois d'Estrades Frans ambassadeur in Venetië en Piedmont. Louis, markies d'Estrades, volgde zijn vader op als gouverneur van Duinkerke en was de vader van Godefroi Louis graaf d'Estrades, een luitenant-generaal die in 1717 sneuvelde bij de Slag bij Belgrado. 

## Verder lezen
- d'Estrades, Godefroi; (1757) Het Karakter Van Den Raad-Pensionaris Jan de Wit En Zyne Factie, beschreeven door den graaf d'Estrades om te dienen tot ophelderinge der Vaderlandsche Historiën voor de Jaaren 1663-1672, Pieter van Os, 's-Gravenhage, 144 p.
- d'Estrades, Godefroi; (1709) Lettres, memoires et négociations en qual d'ambassadeur en Hollande depuis 1663 jusqu'en 1668, Henry le Jeune, Brussel
- d'Estrades, Godefroi; (1663) Memorien ende deductie justificerende het recht het welcke d'Ordre van Maltha heeft op de commanderien gelegen in de Geunieerde Provintien, gepresenteert door den grave d'Estrades, 19 p.
- Lauzun, Philippe; (1896) Le Marichal d'Estrades, Agen
- Rogge, Hendrik Cornelis; (1897) De diplomatieke correspondentie van Godefroy d'Estrades: buitengewoon gezant van Frankrijk bij de Republiek der Vereenigde Nederlanden van 1663 tot 1668, Johannes Müller, 198 p.
- Salomon, Felix; (1890) Frankreichs Beziehungen zu dem Schottischen Aufstand (1637-1640), Speyer und Peters, 60 p.

- Bibliothèque nationale de France: cb125293717 (data)
- Catàleg d'autoritats de noms i títols de Catalunya: 981058527573706706
- Gemeinsame Normdatei: 124630588
- International Standard Name Identifier: 0000 0000 7357 9544
- KulturNav: ea8c7897-a23a-49ba-9bb8-76daa8c876db
- Library of Congress Control Number: nr90018427
- Nationale Bibliotheek van Tsjechië: mzk2009528480
- Nederlandse Thesaurus van Auteursnamen: 071047034
- SNAC: w6r78kqj
- Système universitaire de documentation: 067055974
- Virtual International Authority File: 64115268
- WorldCat: E39PBJyRDKTcdbxwbpWcXyWdQq